# Heinrich Hübschmann
Johann Heinrich Hübschmann (1 de julio de 1848 - 20 de enero de 1908) fue un filólogo alemán.

## Vida
Hübschmann nació el 1 de julio de 1848 en Erfurt. Estudió filología oriental en Jena, Tübingen, Leipzig y Múnich; en 1876 se convirtió en catedrático de lenguas iranias en Leipzig y en 1877 de filología comparada en Estrasburgo. Hübschmann murió el 20 de enero de 1908 en Friburgo de Brisgovia.

## Investigación sobre el idioma armenio
Hübschmann fue el primero en demostrar en 1875 que el idioma armenio no era una rama derivada de los idiomas iranios (anteriormente se supuso que sí debido a la inmensa influencia iraní sobre el armenio a lo largo de su historia) sino una rama indoeuropea separada por derecho propio.  Usó el método comparativo para separar los préstamos iraníes, que constituyen la mayoría de las palabras armenias, de una capa más antigua de palabras armenias nativas.

## Obras
- "Ueber die Stellung des Armenischen im Kreise der indogermanischen Sprachen" (1875)
- Armenische Studien (1883)
- Das indogermanische Vokalsystem (1885)
- Etymologie und Lautlehre der ossetischen Sprache (1887)
- Persische Studien (1895)
- Armenische Grammatik. I. Theil. Armenische Etymologie. I. Abtheilung: Die persischen und arabischen Lehnwörter im Altarmenischen. Leipzig, 1895
  - Armenische Grammatik. I. Theil. Armenische Etymologie (Bibliothek indogermanischer Grammatiken. Band VI), Leipzig, 1897
- Altarmenische Ortsnamen (1904)